# Kevin Hassing
Kevin Hassing (Leiderdorp, 25 augustus 1984) is een Nederlandse acteur en kinderboekenschrijver. Hij speelde in diverse films en series, waaronder Chez Nous, Goede tijden, slechte tijden en Centraal Medisch Centrum.

## Biografie

### Film en televisie
Hassing studeerde aan de Toneelschool en Kleinkunstacademie in Amsterdam en speelde bij jeugdtheatergezelschap Het Laagland. Hij speelde in de televisieseries Goede tijden, slechte tijden en Centraal Medisch Centrum en als stemacteur, vooral in kinderfilms, waaronder The Lego Ninjago Movie, Soy Luna en De Smurfen 3D. Ook werkt hij als voorlezer van luisterboeken bij Storytel.
In 2025 is Hassing een van de deelnemers aan het 25e seizoen van het RTL 4-programma Expeditie Robinson.

### Schrijver
Als kinderboekenschrijver schreef hij de serie Mus & kapitein Kwaadbaard en won daarmee drie keer op rij de Prijs van de Nederlandse Kinderjury (2022-2024). Hassing is de schrijver van het Kinderboekenweekgeschenk 2025 met het thema 'Vol avontuur'.

## Filmografie

### Film
- 2013: Chez Nous, als travestiet
- 2014: Ik Hartje Oost, als Nicolaas
- 2016: Cas, als Sjors
- 2018: Het hart van Hadiah Tromp, als schoenverkoper

### Televisie
- 2008: Flikken Maastricht, als Marc Vertongen
- 2010: De co-assistent, als Richard
- 2011: De Meisjes van Thijs, als Sjoerd
- 2011: Goede tijden, slechte tijden, als Ron Bos
- 2015: Jeuk, als Kevin de Makelaar
- 2016-2017: De mannen van dokter Anne, als Bart van Liempt
- 2016-2017: Centraal Medisch Centrum, als Sebastiaan de Moor
- 2018: Dokter Deen, als regisseur
- 2018: Mocro Maffia
- 2019: DNA, als collega van Kate
- 2021: Yentl en de Boer de Serie, als documentairemaker
- 2022: Het jaar van Fortuyn, als Ruud de Wild
- 2023: Dag & Nacht, als Laszlo